# Usina Hidrelétrica José Togni
A Usina Hidrelétrica José Togni, também conhecida como "Usina Hidrelétrica Botorlan", está localizada no o Rio das Antas, no Município de Poços de Caldas (MG). Entrou em operação em outubro de 1988 e tem capacidade instalada de 0,9 MW, a partir de um desnível de 12,67 m, mas pode operar com um desnível mínimo de 7 m. Tem um reservatório que alaga uma área de até 3,45 Km2.